# مارغوت بلاكلي
مارغوت بلاكلي (بالإنجليزية: Margot Blakely)‏ هي متزحلقة نيوزيلندية، ولدت في 1950 في أوكلاند في نيوزيلندا.

## وصلات خارجية
- مارغوت بلاكلي على موقع أوليمبيديا (الإنجليزية)
- مارغوت بلاكلي على موقع اللجنة الأولمبية النيوزيلندية (الإنجليزية)